# Dríada
|  | Per a altres significats, vegeu «Rosa de roca». |

Una dríada és una nimfa del bosc unida a un arbre i que viu mentre aquest es mantingui en vida. Es troben en indrets on hi ha arbres, com els boscos o les seves rodalies, o fins i tot relacionades directament amb els mateixos arbres, i en aquest últim cas s'anomenen dríades hamadríades.
Les dríades formen part de diverses mitologies, com la celta, la grega i la de l'hinduisme. En totes elles, aquestes nimfes estableixen un vincle des del seu naixement amb un arbre específic. Així, originàriament, a la cultura druídica celta era amb un roure i en temps primitius, els grecs imaginaven que hi havia gent que vivia als glans.
Igual que les altres nimfes, les dríades tenien una vida sobrenaturalment llarga, però si el seu arbre es moria, elles corrien la mateixa sort. Per aquesta raó, les dríades i els déus castigaven als mortals que feien mal als arbres sense oferir abans un tribut a les nimfes.

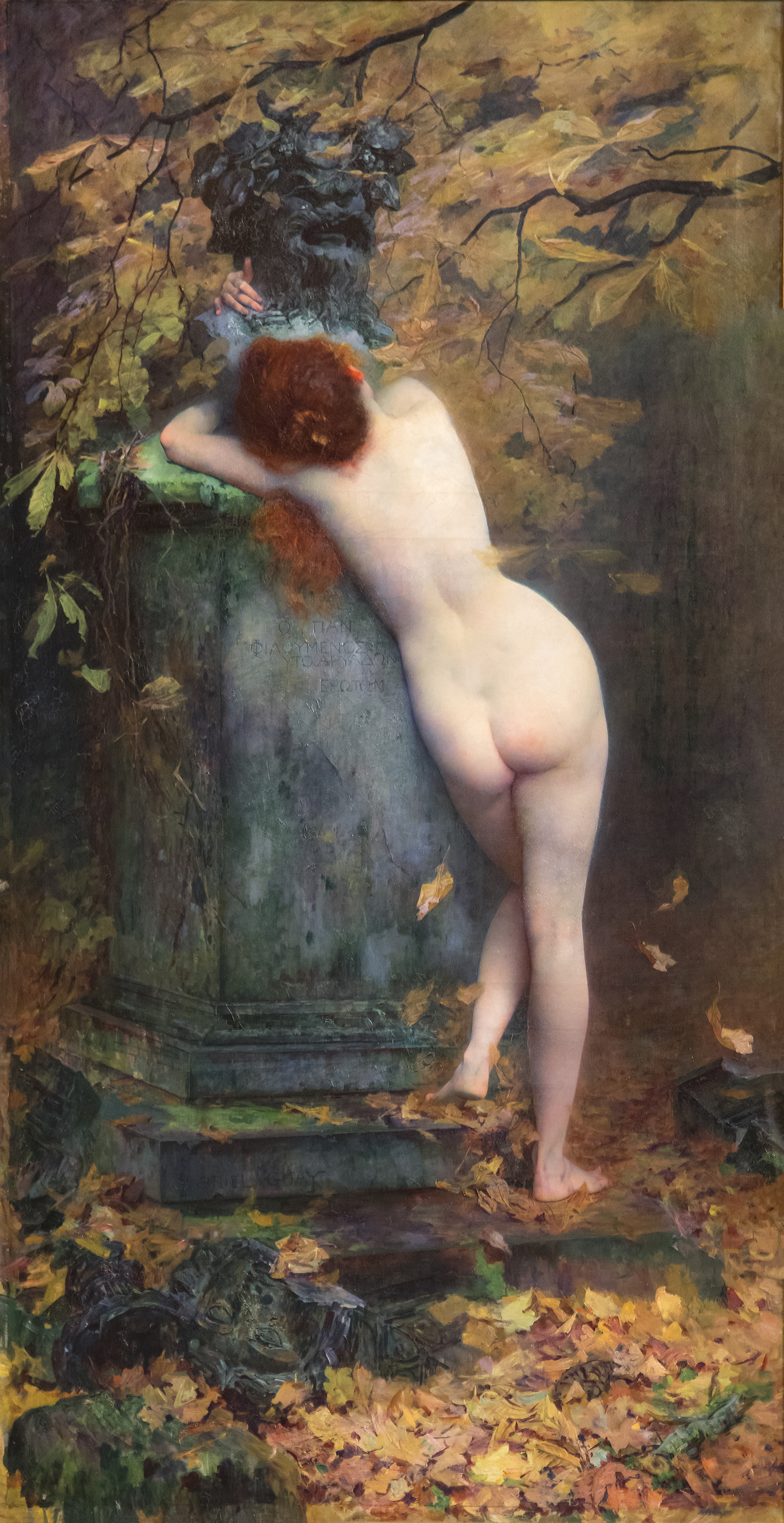
Augustins - La dernière dryade - Gabriel Guay (2004 1 169)

## Etimologia
El mot prové del grec antic: Δρυάδες, que significa 'esperit de l'arbre'. Drios, en grec clàssic, significa bosc.

## Tipus
Les dríades que viuen als arbres són hamadríades, com és el cas d'Atlàntia. Segons l'arbre de qui siguin esperit, les dríades prenen també el nom de cariàtides, per la noguera o de melíades, pel freixe, les més antigues, que van ser engendrades per Gea després que caigueren sobre ella els genitals d'Urà llançats per Cronos.

## Dríades
- Eurídice, enamorada d'Orfeu.
- Caissa, musa dels escacs.
- Dafne, sacerdotessa de Gea.